# Aeroportul Hanamaki
Aeroportul Hanamaki (IATA: HNA, ICAO: RJSI) este un aeroport din Prefectura Iwate, Japonia ce deservește zona Hanamaki. Aeroportul a fost tranzitat în decembrie 2020 de 15.394 de pasageri. A fost numit după zona deservită.
Situat la o altitudine de 91 m, aeroportul dispune de o singură pistă. Este operat de Prefectura Iwate.